# Mauro Couto
Mauro Meireles Couto (Paredes, 27 settembre 2004) è un calciatore portoghese, attaccante dello Sporting Lisbona B.

## Carriera

### Club
Dopo aver giocato nelle giovanili di Porto e Paços Ferreira, ha esordito fra i professionisti con la maglia di quest'ultimo club l'11 settembre 2022 contro il Casa Pia in Primeira Liga. Il 31 gennaio 2023 ha firmato il suo primo contratto professionistico fino al 2025.

### Nazionale
Ha giocato nelle nazionali giovanili portoghesi Under-18 ed Under-19.

## Statistiche

### Presenze e reti nei club
Statistiche aggiornate al 21 maggio 2023.
| Stagione        | Squadra         | Campionato      | Campionato | Campionato | Coppe nazionali | Coppe nazionali | Coppe nazionali | Coppe continentali | Coppe continentali | Coppe continentali | Altre coppe | Altre coppe | Altre coppe | Totale | Totale |
| Stagione        | Squadra         | Comp            | Pres       | Reti       | Comp            | Pres            | Reti            | Comp               | Pres               | Reti               | Comp        | Pres        | Reti        | Pres   | Reti   |
| --------------- | --------------- | --------------- | ---------- | ---------- | --------------- | --------------- | --------------- | ------------------ | ------------------ | ------------------ | ----------- | ----------- | ----------- | ------ | ------ |
| 2022-2023       | Paços Ferreira  | PL              | 4          | 0          | CP+CdL          | 0+3             | 0               | -                  | -                  | -                  | -           | -           | -           | 7      | 0      |
| Totale carriera | Totale carriera | Totale carriera | 4          | 0          |                 | 3               | 0               |                    | -                  | -                  |             | -           | -           | 7      | 0      |